# Stenotyla
Stenotyla é um gênero de orquídeas. Contém 9 espécies conhecidas, todas nativas da América Central e sul do México.
1. Stenotyla estrellensis (Ames) PAHarding - Costa Rica
2. Stenotyla francoi Archila - Guatemala
3. Stenotyla helleri (Fowlie) PAHarding - Nicarágua
4. Stenotyla lankesteriana (Pupulin) Dressler - Costa Rica, Panamá
5. Stenotyla lendyana (Rchb.f. ) Dressler - Oaxaca, Chiapas, Guatemala, El Salvador, Honduras
6. Stenotyla maculata Archila - Guatemala
7. Stenotyla maxillaperta Archila - Guatemala
8. Stenotyla panamensis Pupulin - Panamá
9. Stenotyla picta (Rchb.f. ) Dressler - Costa Rica, Panamá